# RuPaul's Drag Race: All Stars
RuPaul's Drag Race: All Stars es un programa de telerrealidad y competencia estadounidense producido por World of Wonder para Logo. Es un derivado de RuPaul's Drag Race donde RuPaul da la oportunidad a participantes anteriores de regresar y competir por un lugar en el Drag Race Hall of Fame.
La temporada 9 de "RuPaul's Drag Race All Stars" se estrenó el 17 de mayo de 2024 en Paramount+.

## Formato

### Mini desafíos
En el mini desafío, a cada participante se le pide que realice una tarea diferente con diferentes requisitos y limitaciones de tiempo. El ganador de un mini desafío a veces es recompensado con algún tipo de ventaja en el desafío principal.

### Desafíos principales
Los requisitos del desafío principal varían según cada episodio, y pueden ser desafíos individuales o grupales. El ganador del desafío principal también recibe un premio "especial" por su victoria. En el pasado, los ganadores del desafío han sido recompensados con premios que incluyen ropa personalizada de diseñador, vacaciones, cruceros y artículos cosméticos de calidad.
El objetivo de cada desafío principal implica un nuevo tema y resultado. Los desafíos se centran en la capacidad de los participantes que regresan para presentarse una vez más ante la cámara, actuar con música o actuar con humor. La temporada 1° se enfocó en la capacidad de los grupos para desempeñarse bien juntos, mientras que las temporadas 2° y 3° se basaron en más desafíos individuales en los que el participante recurrente confía solo en sí mismo y en el rendimiento. Junto con los premios "especiales" otorgados al ganar el desafío principal, las dos reinas principales ahora debieron hacer Lip-sync por su legado, a la vencedora se le otorgará un premio en efectivo de $10,000 dólares y la responsabilidad de eliminar a una de las últimas dos o tres peores.

### Jueces
| Juez            | Temporada | Temporada | Temporada | Temporada | Temporada | Temporada | Temporada | Temporada | Temporada | Temporada |
| Juez            | 1         | 2         | 3         | 4         | 5         | 6         | 7         | 8         | 9         | 10        |
| --------------- | --------- | --------- | --------- | --------- | --------- | --------- | --------- | --------- | --------- | --------- |
| RuPaul          | Principal | Principal | Principal | Principal | Principal | Principal | Principal | Principal | Principal | Principal |
| Michelle Visage | Principal | Principal | Principal | Principal | Principal | Principal | Principal | Principal | Principal | Principal |
| Santino Rice    | Principal |           |           |           |           |           |           |           |           |           |
| Carson Kressley |           | Principal | Principal | Principal | Principal | Principal | Principal | Principal | Principal | Principal |
| Todrick Hall    |           | Principal | Invitado  | Invitado  | Invitado  |           |           |           |           |           |
| Ross Mathews    | Invitado  | Invitado  | Principal | Principal | Principal | Principal | Principal | Principal | Principal | Principal |
| Ts Madison      |           |           |           |           |           |           |           |           | Principal | Principal |

## Temporadas
| Temporada | Temporada | Concursantes | Episodios | Episodios | Emisión original        | Emisión original        | Emisión original             | Ganadora(s)                       | Subcampeona(s)                       |
| Temporada | Temporada | Concursantes | Episodios | Episodios | Primera emisión         | Última emisión          | Cadena                       | Ganadora(s)                       | Subcampeona(s)                       |
| --------- | --------- | ------------ | --------- | --------- | ----------------------- | ----------------------- | ---------------------------- | --------------------------------- | ------------------------------------ |
|           | 1         | 12           | 6         | 6         | 22 de octubre de 2012   | 26 de noviembre de 2012 | Logo TV                      | Chad Michaels                     | Raven                                |
|           | 2         | 10           | 9         | 9         | 25 de agosto de 2016    | 27 de octubre de 2016   | Logo TV                      | Alaska                            | Detox Icunt & Katya                  |
|           | 3         | 10           | 8         | 8         | 25 de enero de 2018     | 15 de marzo de 2018     | VH1                          | Trixie Mattel                     | Kennedy Davenport                    |
|           | 4         | 10           | 10        | 10        | 14 de diciembre de 2018 | 15 de febrero de 2019   | VH1                          | Monét X Change & Trinity The Tuck | —                                    |
|           | 5         | 10           | 8         | 8         | 5 de junio de 2020      | 24 de julio de 2020     | VH1                          | Shea Couleé                       | Jujubee & Miz Cracker                |
|           | 6         | 13           | 12        | 12        | 24 de junio de 2021     | 2 de septiembre de 2021 | Paramount+ WOW Presents Plus | Kylie Sonique Love                | Eureka!, Ginger Minj & Ra'Jah O'Hara |
|           | 7         | 8            | 12        | 12        | 20 de mayo de 2022      | 29 de julio de 2022     | Paramount+ WOW Presents Plus | Jinkx Monsoon                     | Monét X Change                       |
|           | 8         | 12           | 12        | 12        | 12 de mayo de 2023      | 21 de julio de 2023     | Paramount+ WOW Presents Plus | Jimbo                             | Kandy Muse                           |
|           | 9         | 8            | 12        | 12        | 17 de mayo de 2024      | 26 de julio de 2024     | Paramount+ WOW Presents Plus | Angeria Paris VanMicheals         | Roxxxy Andrews Vanessa Vanjie Mateo  |
|           | 10        | 18           | 12        | 12        | 9 de mayo de 2025       | 18 de julio de 2025     | Paramount+ WOW Presents Plus | Ginger Minj                       | Jorgeous                             |

## Participantes
| Posición     | All Stars 1                 | All Stars 2    | All Stars 3                | All Stars 4                     | All Stars 5             | All Stars 6                       | All Stars 7                     | All Stars 8          | All Stars 9                                        | All Stars 10                                                                                  |
| ------------ | --------------------------- | -------------- | -------------------------- | ------------------------------- | ----------------------- | --------------------------------- | ------------------------------- | -------------------- | -------------------------------------------------- | --------------------------------------------------------------------------------------------- |
| Ganadora(s)  | Chad Michaels               | Alaska         | Trixie Mattel              | Trinity The Tuck Monet X Change | Shea Couleé             | Kylie Sonique Love                | Jinkx Monsoon                   | Jimbo                | Angeria Paris VanMichaels                          | Aja Irene the Alien Olivia Lux Phoenix Bosco Deja Skye                                        |
| Finalista(s) | Raven                       | Detox Katya    | Kennedy Davenport          | Trinity The Tuck Monet X Change | Jujubee Miz Cracker     | Eureka! Ginger Minj Ra'Jah O'Hara | Monét X Change                  | Kandy Muse           | Vanessa Vanjie Mateo Roxxxy Andrews                | Aja Irene the Alien Olivia Lux Phoenix Bosco Deja Skye                                        |
| 3            | Jujubee Shannel             | Detox Katya    | Bebe Zahara Benet Shangela | Mo Heart Naomi Smalls           | Jujubee Miz Cracker     | Eureka! Ginger Minj Ra'Jah O'Hara | Shea Couleé Trinity The Tuck    | Jessica Wild         | Vanessa Vanjie Mateo Roxxxy Andrews                | Aja Irene the Alien Olivia Lux Phoenix Bosco Deja Skye                                        |
| 4            | Jujubee Shannel             | Roxxxy Andrews | Bebe Zahara Benet Shangela | Mo Heart Naomi Smalls           | Blair St. Clair         | Eureka! Ginger Minj Ra'Jah O'Hara | Shea Couleé Trinity The Tuck    | Alexis Michelle      | Gottmik Plastique Tiara Nina West Shannel Jorgeous | Aja Irene the Alien Olivia Lux Phoenix Bosco Deja Skye                                        |
| 5            | Alexis Mateo Yara Sofia     | Alyssa Edwards | Morgan McMichaels          | Latrice Royale                  | Alexis Mateo            | Trinity K. Bonet                  | Raja                            | LaLa Ri              | Gottmik Plastique Tiara Nina West Shannel Jorgeous | Aja Irene the Alien Olivia Lux Phoenix Bosco Deja Skye                                        |
| 6            | Alexis Mateo Yara Sofia     | Ginger Minj    | BenDeLaCreme               | Manila Luzon                    | India Ferrah            | Pandora Boxx                      | Yvie Oddly                      | Kahanna Montrese     | Gottmik Plastique Tiara Nina West Shannel Jorgeous | Aja Irene the Alien Olivia Lux Phoenix Bosco Deja Skye                                        |
| 7            | Latrice Royale Manila Luzon | Jaremi         | Aja                        | Valentina                       | Mayhem Miller           | Jan                               | Jaida Essence Hall The Vivienne | Jaymes Mansfield     | Gottmik Plastique Tiara Nina West Shannel Jorgeous | Tina Burner Nicole Paige Brooks Kerri Kolby Jorgeous Mistress Isabelle Brooks Lydia B Kollins |
| 8            | Latrice Royale Manila Luzon | Tatianna       | Chi Chi DeVayne            | Gia Gunn                        | Mariah Paris Balenciaga | A'Keria C. Davenport              | Jaida Essence Hall The Vivienne | Heidi N Closet       | Gottmik Plastique Tiara Nina West Shannel Jorgeous | Tina Burner Nicole Paige Brooks Kerri Kolby Jorgeous Mistress Isabelle Brooks Lydia B Kollins |
| 9            | Nina Flowers Tammie Brown   | Adore Delano   | Milk                       | Farrah Moan                     | Ongina                  | Scarlet Envy                      |                                 | Darienne Lake        |                                                    | Tina Burner Nicole Paige Brooks Kerri Kolby Jorgeous Mistress Isabelle Brooks Lydia B Kollins |
| 10           | Nina Flowers Tammie Brown   | Coco Montrese  | Thorgy Thor                | Jasmine Masters                 | Derrick Barry           | Yara Sofia                        |                                 | Mrs Kasha Davis      |                                                    | Tina Burner Nicole Paige Brooks Kerri Kolby Jorgeous Mistress Isabelle Brooks Lydia B Kollins |
| 11           | Mimi Imfurst Pandora Boxx   |                |                            |                                 |                         | Silky Nutmeg Ganache              |                                 | Naysha Lopez         |                                                    | Tina Burner Nicole Paige Brooks Kerri Kolby Jorgeous Mistress Isabelle Brooks Lydia B Kollins |
| 12           | Mimi Imfurst Pandora Boxx   |                |                            |                                 |                         | Jiggly Caliente                   |                                 | Monica Beverly Hillz |                                                    | Tina Burner Nicole Paige Brooks Kerri Kolby Jorgeous Mistress Isabelle Brooks Lydia B Kollins |
| 13           |                             |                |                            |                                 |                         | Serena ChaCha                     |                                 |                      |                                                    | Alyssa Hunter Ginger Minj Acid Betty Daya Betty Denali Cynthia Lee Fontaine                   |
| 14           |                             |                |                            |                                 |                         |                                   |                                 |                      |                                                    | Alyssa Hunter Ginger Minj Acid Betty Daya Betty Denali Cynthia Lee Fontaine                   |
| 15           |                             |                |                            |                                 |                         |                                   |                                 |                      |                                                    | Alyssa Hunter Ginger Minj Acid Betty Daya Betty Denali Cynthia Lee Fontaine                   |
| 16           |                             |                |                            |                                 |                         |                                   |                                 |                      |                                                    | Alyssa Hunter Ginger Minj Acid Betty Daya Betty Denali Cynthia Lee Fontaine                   |
| 17           |                             |                |                            |                                 |                         |                                   |                                 |                      |                                                    | Alyssa Hunter Ginger Minj Acid Betty Daya Betty Denali Cynthia Lee Fontaine                   |
| 18           |                             |                |                            |                                 |                         |                                   |                                 |                      |                                                    | Alyssa Hunter Ginger Minj Acid Betty Daya Betty Denali Cynthia Lee Fontaine                   |

     La concursante eliminada anteriormente, regresó y avanzó en la competencia.
     Concursante que decidió abandonar la competencia.
     La concursante ganó la temporada.
     La concursante regresó de una temporada All-Star pasada.

### Galería de ganadoras

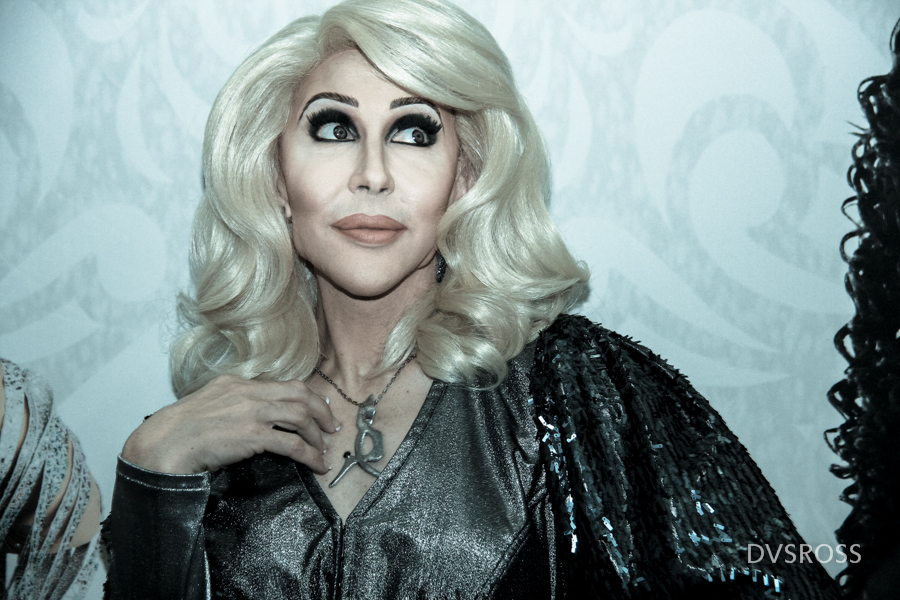
Temporada 1: Chad Michaels
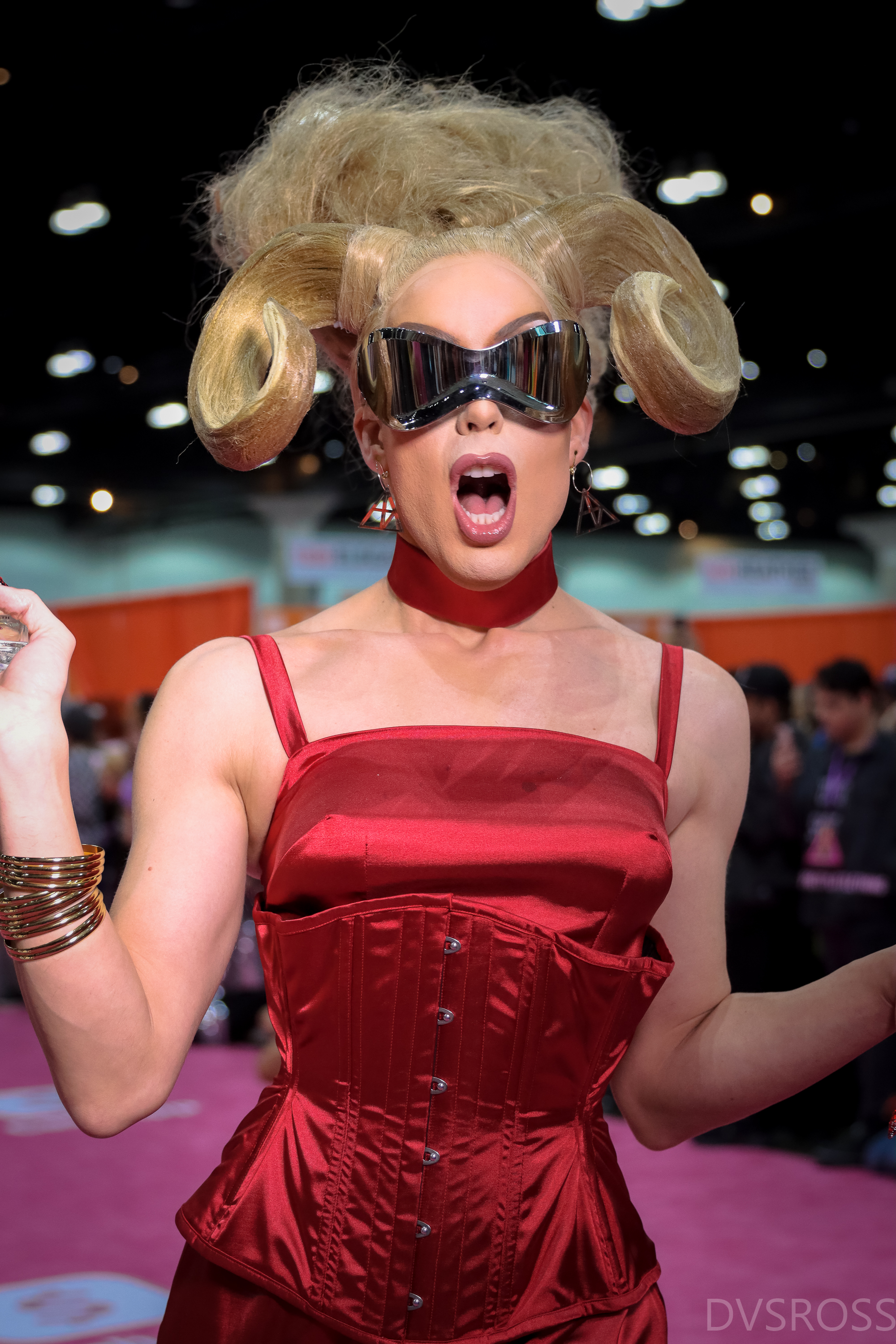
Temporada 2: Alaska
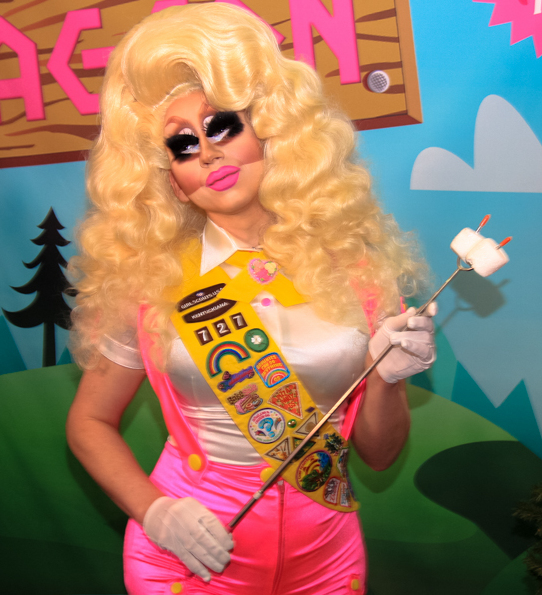
Temporada 3: Trixie Mattel
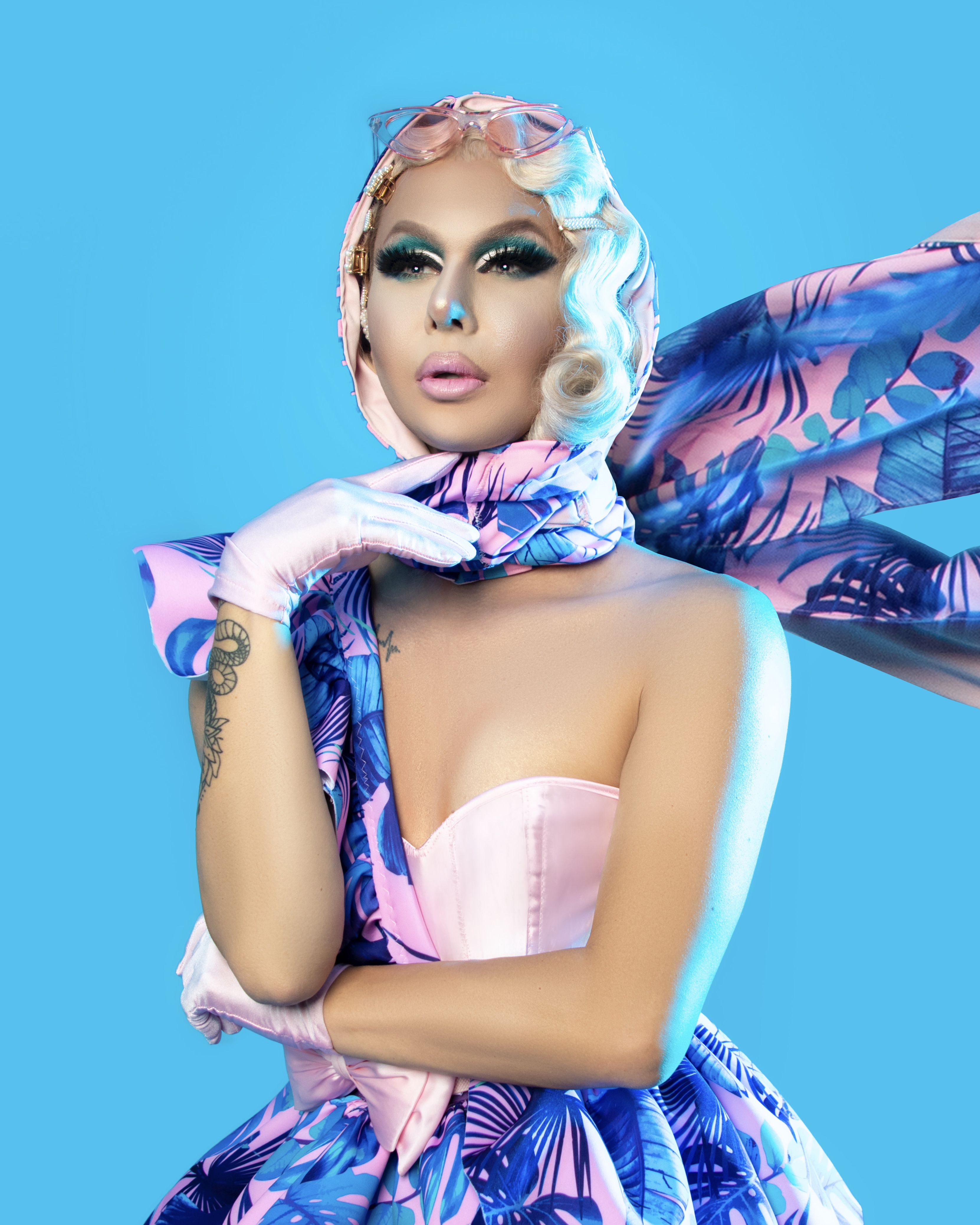
Temporada 4: Trinity The Tuck
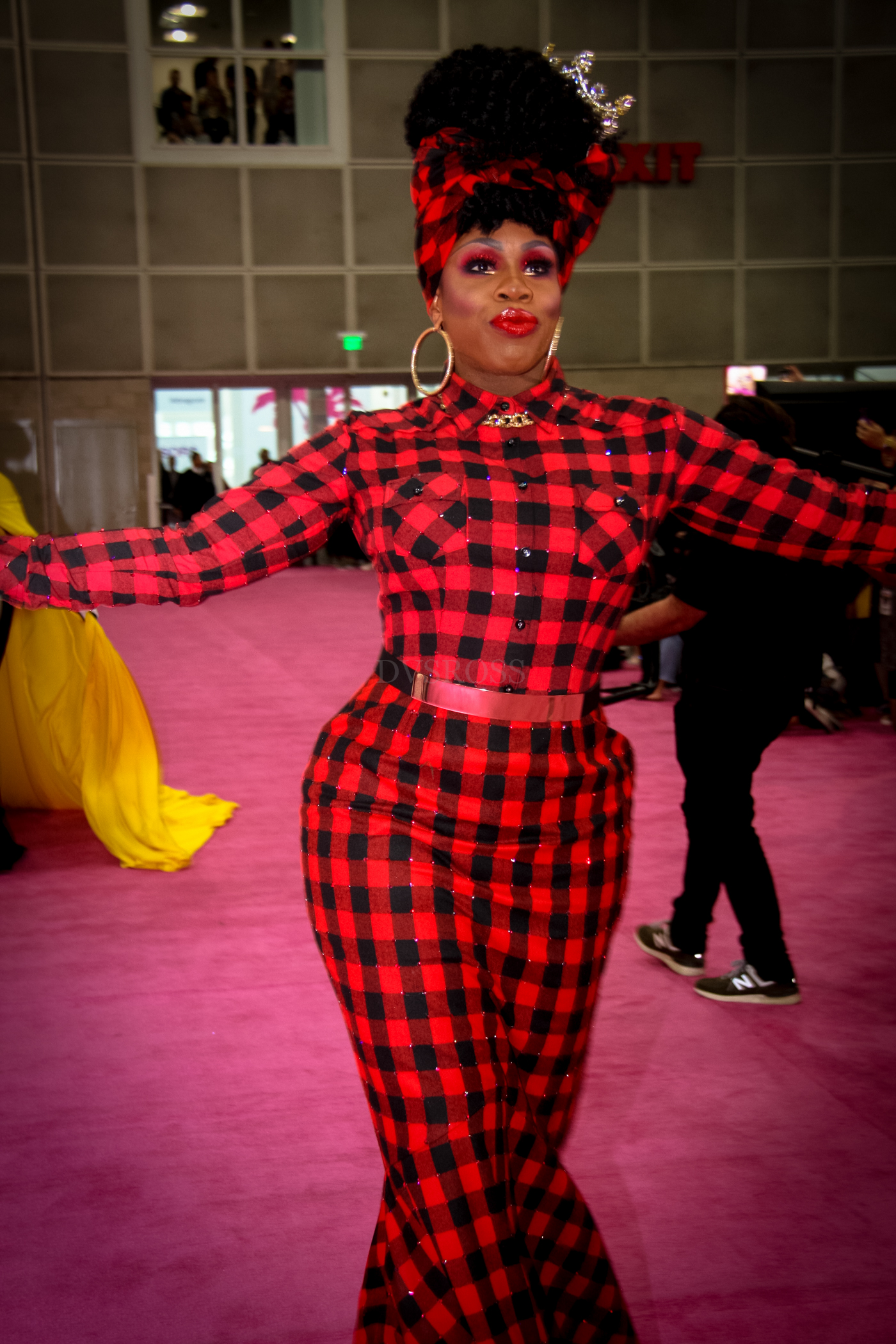
Temporada 4: Monét X Change
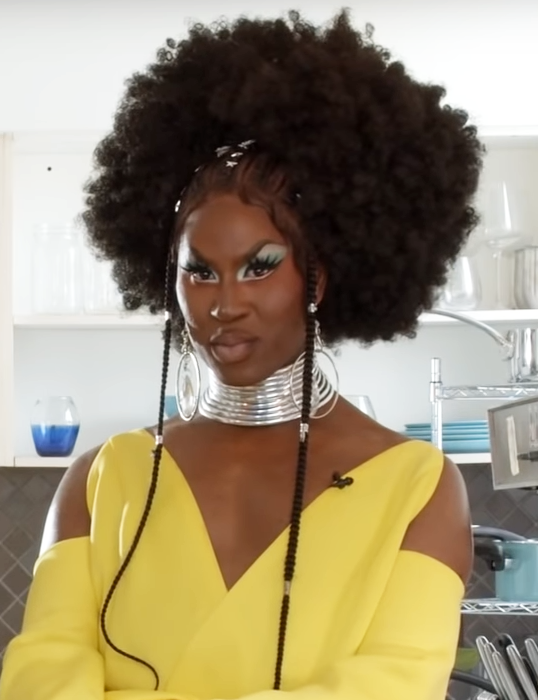
Temporada 5: Shea Couleé
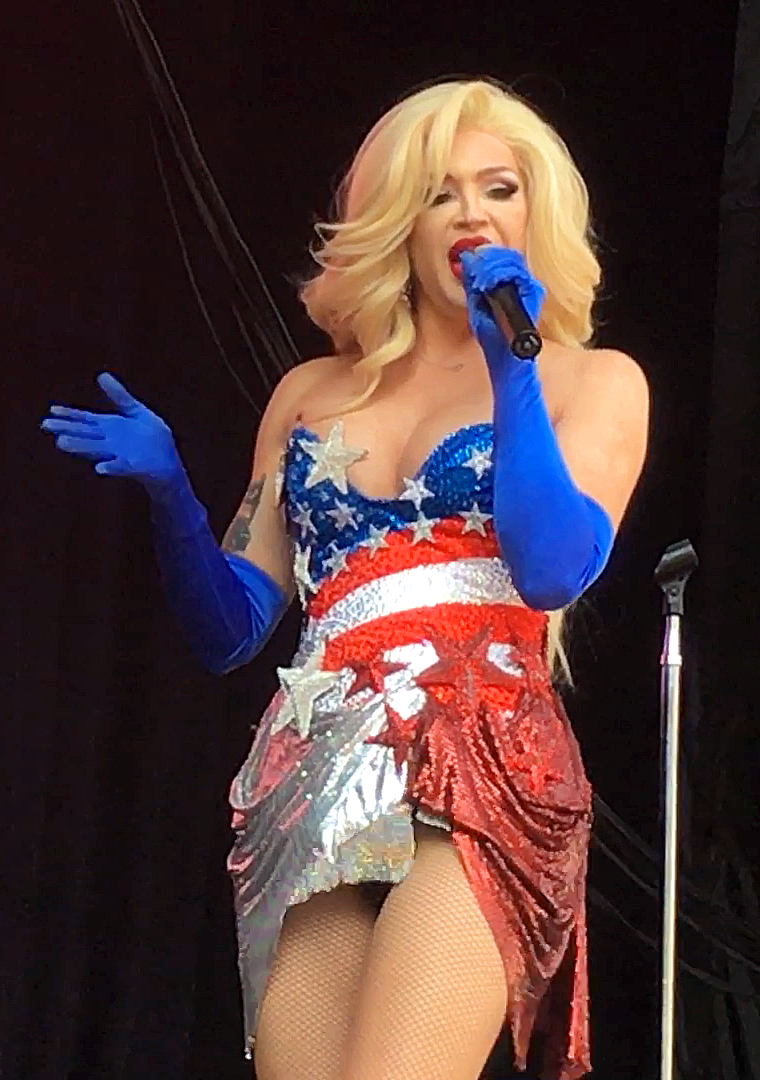
Temporada 6: Kylie Sonique Love
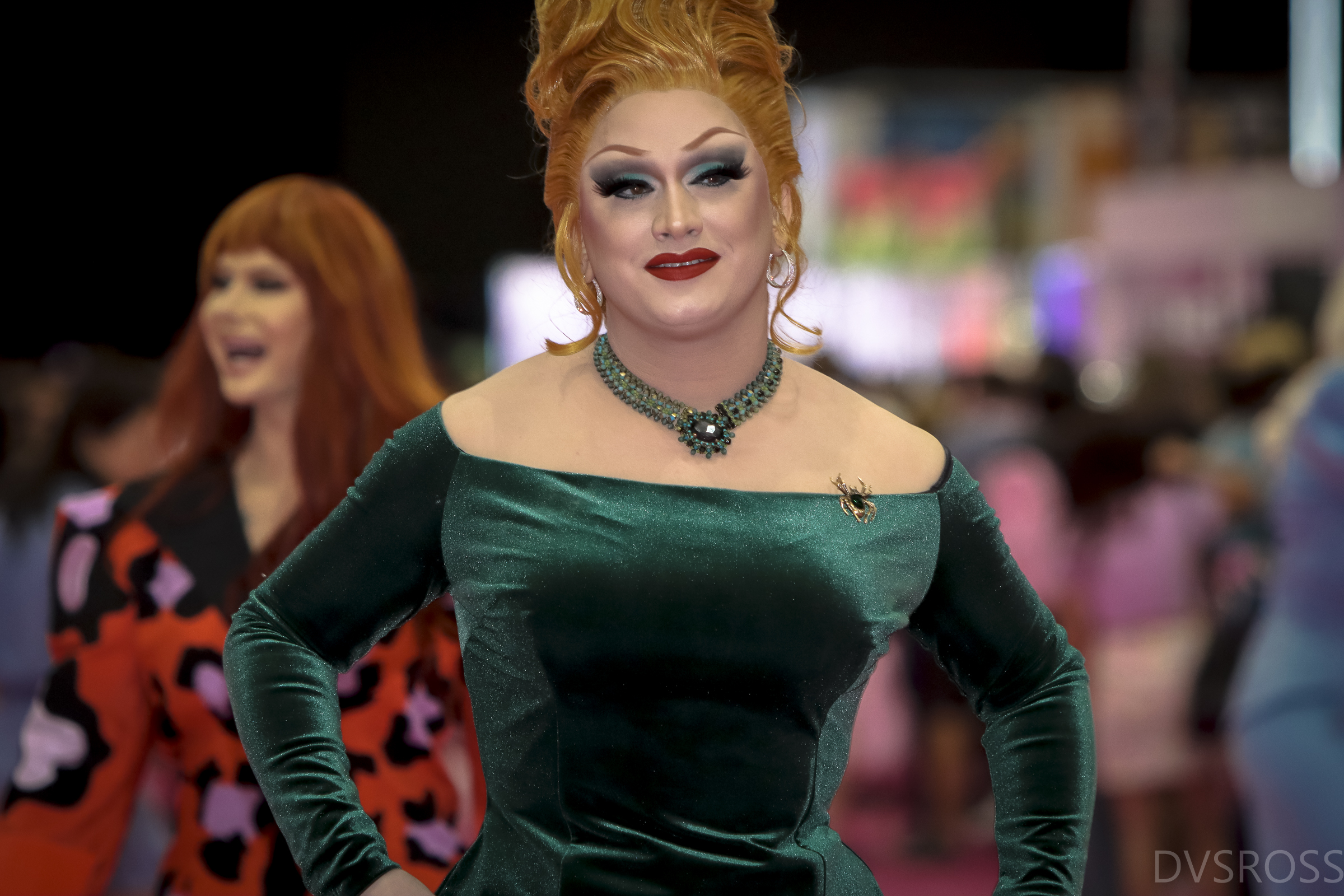
Temporada 7: Jinkx Monsoon
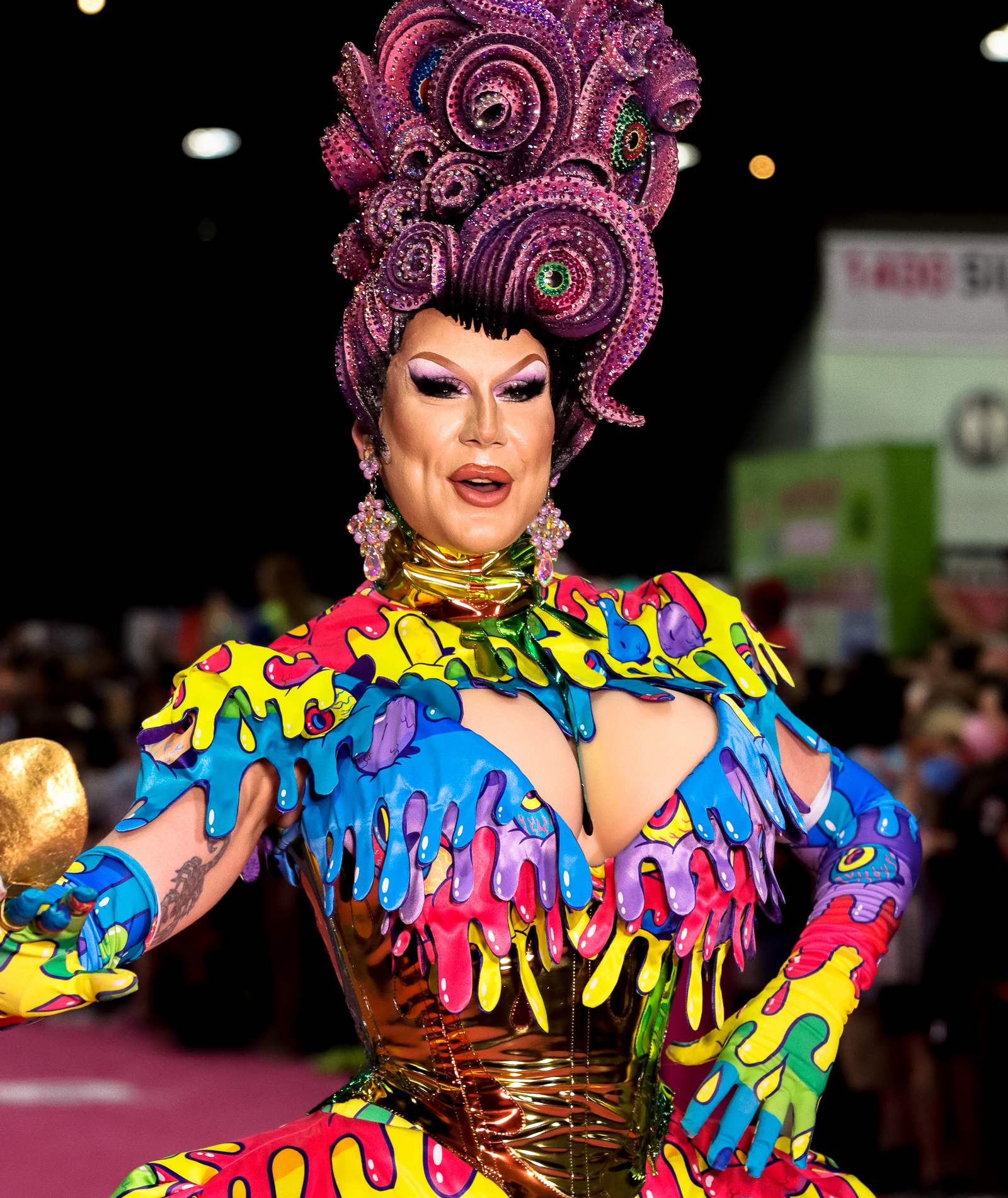
Temporada 8: Jimbo
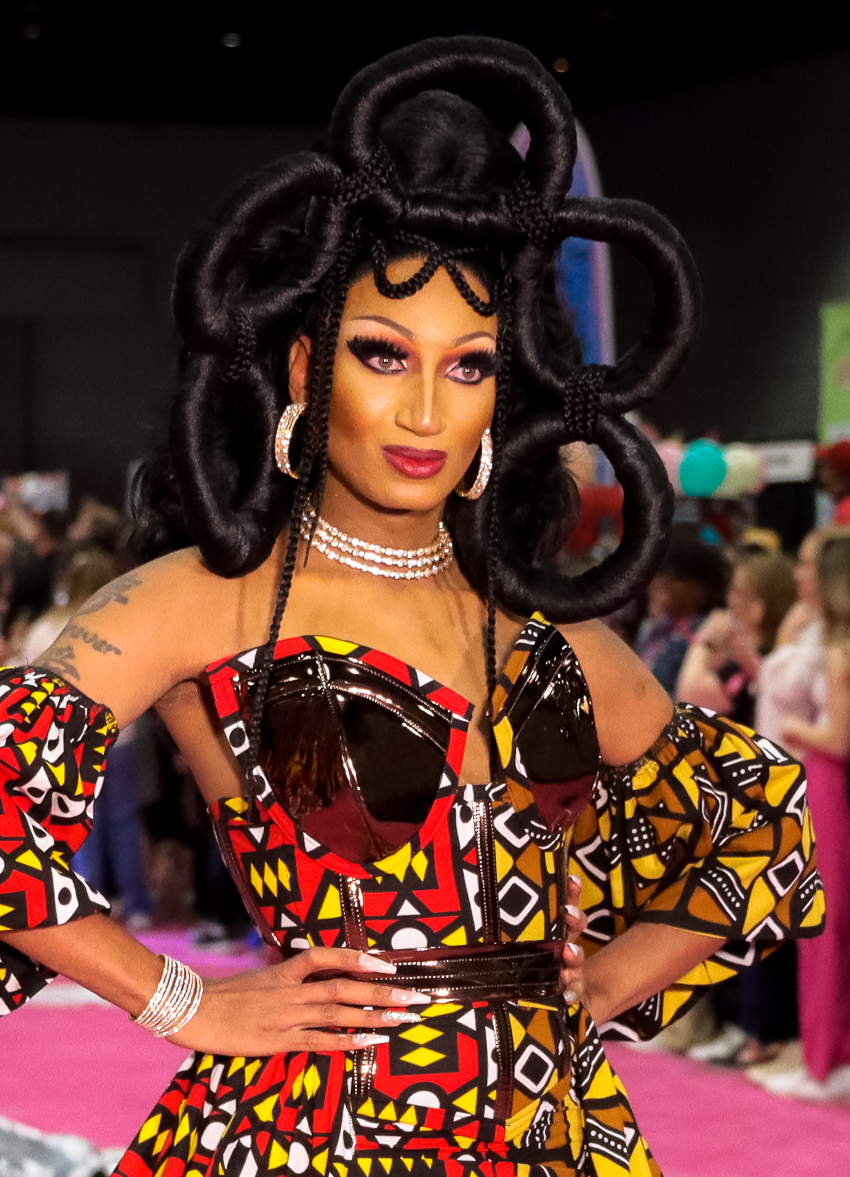
Temporada 9: Angeria Paris VanMichaels